# Vermes
Vermes ("giun") là một đơn vị phân loại đã lỗi thời do Carolus Linnaeus và Jean-Baptiste Lamarck sử dụng để chỉ toàn bộ các động vật không xương sống mà không phải là động vật chân khớp. Linnaeus phân chia nó thành các nhóm sau:
- Intestina
- Mollusca
- Testacea
- Lithophyta
- Zoophyta

Ngoài nhóm Mollusca (động vật thân mềm), Linnaeus đã gộp một tập hợp rất đa dạng và nói chung là không đúng các động vật trong các thể loại của ông. Nhóm Intestina bao gồm các loại động vật ký sinh khác nhau. Các động vật thân mềm có mai được đặt trong nhóm Testacea, cùng với hàu (theo phân loại hiện nay là cận lớp Cirripedia trong ngành động vật giáp xác) và giun ống. Các loài trong các nhóm Cnidaria, Echinodermata, Polychaeta và thậm chí cả cá mút đá myxin, một dạng động vật có xương sống nguyên thủy, được phân chia trong các nhóm còn lại. Sau Linnaeus, và đặc biệt là sau khi học thuyết tiến hóa của Darwin ra đời, nmột điều trở nên rõ ràng là phần lớn các động vật trong nhóm Vermes là không có quan hệ họ hàng gần gì. Về mặt lịch sử, các công trình hệ thống hóa cho các đơn vị phân loại ở cấp ngành kể từ sau thời của Linnaeus đã chủ yếu là chia nhỏ Vermes và xếp loại lại các động vật vào trong các đơn vị hệ thống hóa tự nhiên của chúng – một công việc vẫn còn đang diễn ra ngày nay.
Về các lớp của Vermes do Linnaeus đề xuất, chỉ có Mollusca (động vật thân mềm) được giữ lại như là một ngành nhưng các thành phần tạo ra nó đã thay đổi gần như hoàn toàn. Mặc dù ngày nay người ta nhìn nhận sự phân loại ban đầu của Linnaeus về động vật cơ thể mềm như là một cái gì đó rất thô sơ, nhưng nó đã là một cuộc cách mạng vào thời kỳ đó. Một loạt các sinh vật được Linnaeus phân loại như là Vermes đã được hiểu rất ít, và một loạt trong số này thậm chí còn không được coi là động vật theo quan điểm hiện nay.